# Саратовский областной музей краеведения
Саратовский областной музей краеведения — крупнейшее музейное объединение Саратовской области.

## История

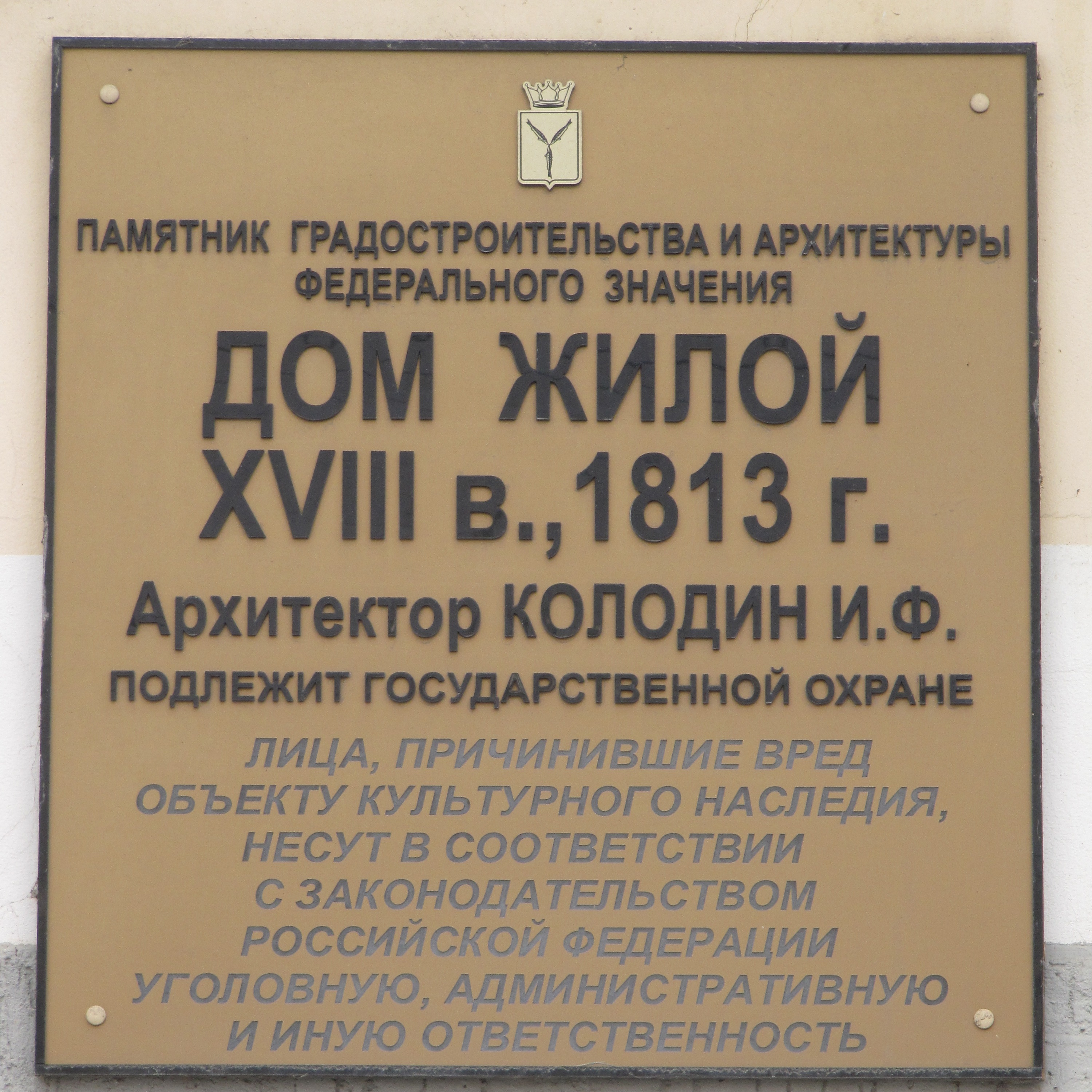
Табличка на здании Музея краеведения

Образован 12 (24) декабря 1886 года как историко-археологический музей при создании Саратовской учёной архивной комиссии.
Началом музейной коллекции послужили пожертвования частных лиц и учреждений. К 1889 году в музее насчитывалось 144 предмета.
Первоначально коллекция располагалась в здании присутственных мест, там же где и сама архивная комиссия. Затем, в 1892 году, коллекцию переместили в здание Радищевского музея. В 1893 году был составлен новый каталог музея, в котором насчитывалось уже 1500 предметов.
В 1930 году музей переехал в особняк М. А. Устинова — памятник русского классицизма 1810-х гг. В 1813 г. Устинов поручил архитектору И. Ф. Колодину объединить два своих смежных дома под единым фасадом, что архитектор с успехом и выполнил.

## Коллекции
В фондах насчитывается около 400 тыс. предметов: археологические, этнографические, палеонтологические, энтомологические коллекции, образцы рукописной и старопечатной книги, предметы религиозного культа, плакатной графики, нумизматики, материалы по истории политической, экономической и культурной жизни города и края.
Коллекции музея периодически пополняются новыми уникальными экспонатами. Так, в июне 2015 года в музей поступили дневники Н. И. Вавилова; в декабре 2014 года поступили экспонаты, связанные с именем архитектора С. А. Каллистратова.

## Филиалы
- Саратовский этнографический музей
- Новоузенский краеведческий музей
- Дом-музей В. И. Чапаева
- Музей истории г. Балаково
- Аткарский краеведческий музей
- Аркадакский краеведческий музей
- Калининский историко-краеведческий музей
- Красноармейский краеведческий музей
- Марксовский краеведческий музей
- Самойловский краеведческий музей